# Phare d'Hartland Point
Le phare d'Hartland Point est un phare situé au bout du promontoire de Hartland Point (en) proche du village d'Hartland dans le comté du Devon en Angleterre. Il marque la limite ouest du canal de Bristol avec l'océan Atlantique.
Ce phare est géré par la Trinity House Lighthouse Service de Londres, l'organisation de l'aide maritime des côtes de l'Angleterre.
Il est maintenant protégé en tant que monument classé du Royaume-Uni de Grade II depuis juin 1989 .

## Histoire
Conçu par Sir James Nicholas Douglass (en), la construction a commencé en novembre 1873 par M. Yerward du Pays de Galles sous la supervision de l'ingénieur Henry Norris ayant achevé le phare de Souter en 1871.
La tour mesure 18 mètres de hauteur, la lumière émettant à 37 mètres au-dessus du niveau moyen de la mer. Elle pouait être vue jusqu'à 40 km de la côte. Se trouvant proche du littoral, la station est protégée par un mur d'enceinte de 30 mètres de long qui a été construit en 1925 pour empêcher la progression del'érosion des rochers sur lesquels il se trouve.
Il a été béni par Frédéric Temple, Évêque d'Exeter, qui est devenu l'Archevêque de Cantorbéry et la lumière a été mise en service pour la première fois par Lady Stucley de l'abbaye de Hartland lors de la cérémonie d'ouverture du 1er juillet 1874.
La tour a été automatisée en 1984 et contrôlée par le centre de contrôle de Trinity House à Harwich dans Essex. Avant l'automatisation, la station contenait aussi un hébergement pour quatre gardiens et leurs familles. Les habitations des gardiens ont depuis été démolies pour faire place à un Helipad. Cela fut rendu nécessaire en raison de la précarité de la route d'accès qui est susceptible de fréquentes chutes de roche et des glissements de terrain. L'accès aux véhicules est maintenant très difficile et les portes ont tendance à rester bloquées. Les grandes structures en béton qui se trouvaient immédiatement au sud du phare fournissaient aux gardiens de l'eau douce.
Ayant procédé à une évaluation approfondie des exigences relatives à l'aide à la navigationau large de Hartland Point, Trinity House a décidé que la lumière, à cet endroit, pouvait être réduite à une portée nominale de 8 milles marins (15 km). Cette lumière, plus économique, est fournie par une balise moderne LED positionnée en face du phare d'origine, sans nuire à la sécurité maritime. Par conséquent, l'ancienne lumière a été déclassée en 2012.
La station entière a été vendue par Trinity House.
Identifiant : ARLHS : ENG-051 - Amirauté : A5622 - NGA : 6252 .
|                        |
| Phare d'Hartland Point |

|                   |
| L'entrée du phare |

### Lien connexe
- Liste des phares en Angleterre